# Disporella clypeiformis
Disporella clypeiformis är en mossdjursart som först beskrevs av D'Orbigny 1839.  Disporella clypeiformis ingår i släktet Disporella och familjen Lichenoporidae. Inga underarter finns listade i Catalogue of Life.